# سی‌اف‌بی والکرتیر
سی‌اف‌بی والکرتیر (به انگلیسی: CFB Valcartier) یک فرودگاه نظامی با کد یاتا YOY است . این فرودگاه در کشور کانادا قرار دارد و در ارتفاع ۱۶۸ متری از سطح دریا واقع شده‌است.